# Titiella gibber
Titiella gibber är en insektsart som beskrevs av Naudé 1926. Titiella gibber ingår i släktet Titiella och familjen dvärgstritar. Inga underarter finns listade i Catalogue of Life.